# Kung Artur
Kung Artur (bretonska: Roue Arzhur; korniska: Arthur Gernow; kymriska: Y Brenin Arthur) är en legend om en brittanisk ledare och sagokung som enligt medeltida historia och äventyrsberättelser under 400- eller 500-talet ledde det keltiska försvaret mot anglosaxarnas invasion. Detaljerna i berättelsen om Artur består i huvudsak av folksägner och litterära påfund, och hans historiska existens diskuteras och ifrågasätts av moderna historiker.

## Historisk bakgrund
Efter romarnas tillbakadragande av trupper från provinsen Britannia under perioden 380-410 e.Kr. uppstod ett maktvakuum i området. Den kvarvarande befolkningen, huvudsakligen keltiska britanner, var troligen starkt påverkade av romersk kultur efter tre och ett halvt sekler under Rom. År 410 bönföll ledande britanner den romerske kejsaren att sända legioner för att upprätthålla Britannia, men detta avslogs. Befolkningen utsattes för omgivande tryck från gaeler, pikter och saxare. De följande ett till två århundradena var historiskt mörka tidsåldrar med få historiska källor och dessa blev mytomspunna. När dimmorna lättat framåt 600-talet och 700-talet så existerar inte längre Britannia. Istället fanns minst sju anglosaxiska riken (heptarkin) och ungefär lika många keltiska riken. Hård militär konkurrens rådde mellan dessa små kungadömen. 

## Legenden
De äldsta källor som nämner Artur är Historia Brittonum ("Britanniens historia") av Nennius från 800-talet, Annales Cambriae (eller The Annals of Wales, "Wales annaler") från 900-talet och Culwch ag Olwen från 900-talet eller 1000-talet. Nennius beskriver främst hur Artur ledde kelterna till seger i tolv fältslag mot saxarna, men återger också ett par sägner om hans hund Cabal och hans son Anir. I Annales Cambriae anges en tidsram för när legenden utspelar sig: slaget vid Badon år 516 och slaget vid Camlann år 537. I dessa båda källor kallas inte Artur för kung, vilket han däremot gör i Culwch ag Olwen, där han hjälper Culhwch att få gifta sig med Olwen. De här källorna och även De brittiska kungarnas historia av Geoffrey av Monmouth härstammar från Wales.
Geoffrey av Monmouth använde det befintliga materialet till sin beskrivning av en hövisk medeltidsfurste. Geoffreys författarskap har sedan utgjort grunden för den Arturtradition som är känd världen över. Fristående berättelser har fötts ur traditionen för att senare inkorporeras i den. Det är i denna senare tradition som gestalterna Merlin, Perceval och Galahad och historien om Riddarna av runda bordet lagts till berättelsen om Artur. Under tiden försköts i praktiken tidsramen; Artur började till exempel kallas kung av England vilket gjorde honom till nationalsymbol även för sina fienders ättlingar, och miljöbeskrivningen blev allmänt anakronistisk så att man får intrycket att han levde under högmedeltiden. Ett vanligt motiv i den medeltida Arturlegenden är sökandet efter den heliga Graal.
Dessutom upptogs Artur av Thomas Malory i sin Morte D'Arthur och fick då en skepnad som liknar Karl den stores.
Det ingår i allmänhet inte längre i legenden, att Artur skulle ha flera barn, än sin son och fiende, den onde Mordred, vilket han i medeltida berättelser ibland uppges ha (se Anir eller Loholt).
Fiendskapen mellan Artur och Mordred är, tillsammans med deras gemensamma död i slaget vid Camlann, ett tema som i princip alltid ingår i legenden. Merlin skall, enligt legendtraditionen, ha förutspått att Mordred skulle döda kung Artur och störta hans välde, varefter Artur skall ha beordrat att alla spädbarn skulle dödas för att bli av med Mordred. Denna magstarka historia ingår oftast inte i nytolkningar, eftersom den inte går ihop med bilden av Artur som en god och hövisk medeltida idealkung.
Ibland har det hävdats att Artur överlevde slaget vid Camlann, att han fördes till Avalon eller någon annan plats för att hans sår skulle läkas och att han skall komma tillbaka i framtiden.

## Arturlegenden i böcker
- Geoffrey av Monmouth: De brittiska kungarnas historia, 1100-talet.
- Thomas Malory: Le Morte d'Arthur utgiven på svenska som Riddarna kring Runda bordet [källa behövs], 1469.
- Terence Hanbury White: Svärdet i stenen, 1938.
- John Steinbeck: Kung Artur och hans ädla riddare, Kindberg 1981. ISBN 91-85668-46-X
- Susan Cooper: The Dark Is Rising, Bonnier Carlsen 1982–1985.
- Howard Pyle: Kung Artur och hans riddare, Niloe 1984. ISBN 91-7102-146-9
- Marion Zimmer Bradley: Avalons dimmor, Norstedts 1987. ISBN 91-1-852322-6
- Foss, Michael: Kung Artur och riddarna av runda bordet, Klassikerförlaget 1997. ISBN 91-7102-373-9
- Roger Lancelyn Green: Kung Arthur och hans riddare av Runda Bordet, Nova Förlag 2002. ISBN 91-974169-0-8
- Kazuo Ishiguro: Begravd jätte, Wahlström och Widstrand 2016.

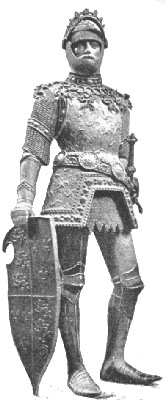
Staty över Kung Artur, med anakronistiskt senmedeltida rustning.
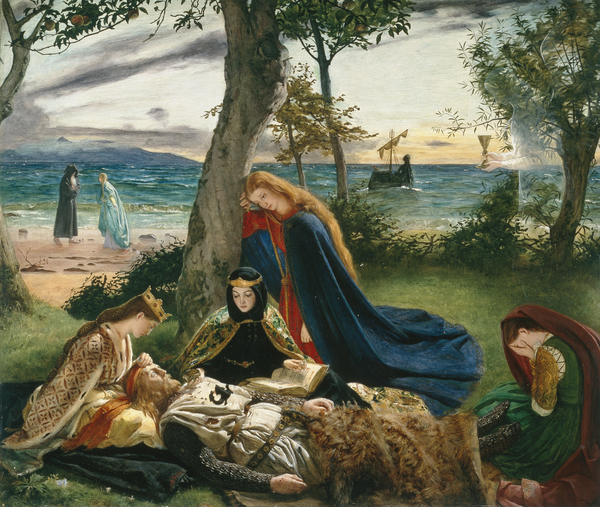
1800-talsmålning föreställande kung Arturs död (James Archer).